# Наци-маоизм
Наци-маоизм (итал. Nazi-maoismo) — идеологическая концепция и политическая доктрина, основанная на синтезе принципов национал-социализма и идей Мао Цзэдуна. Наибольшее развитие получил в Италии конца 1960-х — начала 1970-х годов. Объединял ультраправый и ультралевый радикализм на антисистемной платформе. Противопоставляется западному капитализму, либерализму и советской модели социализма. Наиболее концептуально сформулирован итальянским неофашистом Франко Фредой.

## Концептуальные основы
Конец 1960-х годов характеризовался в Италии резкой активизацией радикальных политических сил. Неофашисты получили импульс от событий в Греции, где в апреле 1967 установилась крайне правая диктатура «чёрных полковников». Ультралевых вдохновляла Культурная революция в Китае. Оба явления — при всём несходстве, а подчас противоположности — рассматривались как идеологические и социально-политические альтернативы западному либеральному капитализму и советскому социализму, двум вариантам потребительского общества и бюрократического государства.
Мировоззренчески нацизм/фашизм и маоизм (также анархизм и отчасти троцкизм) представлялись доктринами идеалистическими, национал-активистскими, противостоящими бездуховной диктатуре чиновничества и капитала. Геополитически ультраправые боролись против «ялтинских хищников» в лице США и СССР, тогда как Мао Цзэдун на том этапе противопоставлял КНР тем же державам. Серьёзное интегрирующее влияние оказывали на формирующийся наци-маоизм выступления Жана Тириара и его Jeune Europe («Молодая Европа»). Наконец, всем этим идеологиям присуща ставка на политическое насилие.
Такие сближения выглядели достаточными для формулирования общей платформы и совместных практических действий.

## Политические проявления
Главным очагом наци-маоизма стал Римский университет Ла Сапиенца. 1 марта 1968 произошла битва в Валле-Джулии, в которой студенты-неофашисты из организации FUAN-Caravella и Национальный авангард атаковали полицию вместе с ультралевыми. При этом «системные» коммунисты от движения отсекались, а парламентские неофашисты отнеслись к нему с настороженностью.

Они молоды, исповедуют левые взгляды. Однако состоят в конфронтации с Коммунистической партией. На окне филологического факультета висит табличка, предупреждающая, что разрешается доступ всем журналистам, кроме тех, кто представляет орган ИКП «Унита»… С одной стороны — Итальянская коммунистическая партия. С другой — Итальянское социальное движение. Обе эти силы попытались захватить контроль над протестами, над организациями, в которых красные и чёрные пытались прийти к согласию.

Марио Мерлино

16 марта 1968 произошли массовые драки студентов-неофашистов с коммунистами просоветского толка. Маоисты и анархисты в мартовских конфликтах поддерживали ультраправых. Это отметил лидер Джулио Карадонна, курировавший в руководстве неофашистской партии студенческое движение и силовые бригады. В то же время лидер ИСД Джорджо Альмиранте не поддержал этих тенденций и даже лично участвовал в столкновениях с наци-маоистами (поскольку придерживался более традиционной интерпретации фашизма).
Идеолог анархо-фашизма Марио Мерлино — ближайший соратник Стефано Делле Кьяйе — повёл активную работу по привлечению ультралевой молодёжи к неофашистской активности. Активисты Национального авангарда распространяли антисоветские плакаты и листовки прокитайской направленности.
Апогеем наци-маоистской активности стал 1969 год. 1 мая 1969 ультраправые студенты Энцо Дантини, Серафино ди Луйа, Уго Гауденци, Уго Качелла создали организацию Lotta di Popolo — «Народная борьба». Эта группа стала основной оргструктурой наци-маоизма. Организаторы заявили о продолжении традиции Валле-Джулии — единого антисистемного фронта правых и левых радикалов.
Особую роль в «Народной борьбе» играл ди Луйа, активист Национального авангарда, «прикомандированный» для сохранения неофашистского контроля. Члены организации выступали с лозунгами «Гитлер и Мао объединились в борьбе!», «Да здравствует фашистская диктатура пролетариата!» Они активно провоцировали столкновения с полицией и членами ИКП.
В наиболее системном виде концепция наци-маоизма изложена лидером неонацистской «Группы Ar» Франко Фредой в книге La disintegrazione del sistema — «Дезинтеграция системы».

Парадоксальная формула «наци-маоизм» не совсем точна, но и не ложна. Она позволяет разделить составляющие. Чтобы коммунисты не пугали товарищей «нацистами», а неофашисты — «маоистами».

Франко Фреда

Маоистские концепции партизанской войны, адаптированные к условиям урбанизированного западноевропейского общества, применялись организаторами «стратегии напряжённости» и политического терроризма Свинцовых семидесятых.

## Дезактуализация и наследие
В 1970 году эпицентр антисистемной борьбы переместился из Рима на юг страны. Массовое правопопулистское движение во главе с неофашистским профорганизатором Чиччо Франко подняло восстание в Реджо-ди-Калабрия. Блок радикальных сил при доминировании крайне правых сложился без специального идеологического конструирования. При этом между неофашистами и ультралевыми обнаруживались непримиримые противоречия.
В 1973 году прекратила существование «Народная борьба». Правые и левые радикалы вели антигосударственную борьбу независимо друг от друга, на фоне взаимной враждебности. Подчас между ними происходили кровавые столкновения, наиболее известно Побоище на Акка Ларентия и последующие антикоммунистические акции Революционных вооружённых ячеек.
Идейно-политический синтез просуществовал недолго, однако влияние наци-маоистских концепций заметно до настоящего времени. Наиболее чётко они проявляются в выступлениях неофашистского террориста Пьерлуиджи Конкутелли. К наци-маоизму частично восходят антикапиталистические, антиамериканские черты в программах таких организаций, как Fiamma Tricolore, Социальный национальный фронт, Движение социальной идеи.
За пределами Италии наци-маоистские идеи заметно проявлялись в идеологии ФАНЕ.